# Автошлях Т 2411
Автошля́х Т 2411 — автомобільний шлях територіального значення у Черкаській області. Пролягає територією Звенигородського та Уманського районів через Звенигородку — Катеринопіль — Тальне — Маньківку. Загальна довжина — 59,7 км.

## Маршрут
Автошлях проходить через такі населені пункти:
| Автошлях Т 2411       |        |
| Черкаська область     |        |
| Звенигородський район |        |
| Звенигородка          | Н16    |
| Стебне                |        |
| Єрки                  |        |
| Катеринопіль          | Т 2413 |
| Новоселиця            |        |
| Червоне               |        |
| Тальне                | Н16    |
| Мошурів               |        |
| Поташ                 |        |
| Уманський район       |        |
| Роги                  |        |
| Поташ                 |        |
| Маньківка             | Т 2406 |